# Niteroiense Futebol Clube
El Niteroiense Futebol Clube és un club de futbol brasiler de la ciutat de Niterói, a l'estat de Rio de Janeiro. Fou fundat l'11 de maig de 1913 amb el nom original de Nictheroyense Football Club. Després d'aturar les seves activitats professionals l'any 1980, el club es va reactivar el 2024 gràcies a la cessió de l'afiliació del Clube Atlético Carioca.

## Història
El club va ser un dels fundadors de la Liga Sportiva Fluminense el 1915, i guanyà el Campionat Fluminense l'any 1918. El 1943, el nom del club canvià a Niteroiense Futebol Clube, coincidint amb la nova ortografia de la ciutat de Niterói.
El 2024, el club tornà al futbol professional i guanyà la Sèrie C del Campionat Carioca, així com la Taça Waldir Amaral. Amb aquestes victòries, ascendí fins a la Sèrie B1 del 2025.
El 2025 va debutar a la Copa Rio, on fou eliminat a la primera ronda per l’America FC.

## Estadi
El club entrena al Parque Poliesportivo da Concha Acústica i juga els seus partits com a local al Centro de Formação de Atletas do Trops (CEFAT), amb una capacitat d’uns 1.000 espectadors.

## Uniformes
- Primera equipació: samarreta blava amb franges blanques, pantalons i mitjons blaus.
- Segona equipació: samarreta, pantalons i mitjons blancs amb detalls blaus.

## Palmarès
- Campeonato Fluminense: 1918
- Campeonato Niteroiense: 1937
- Sèrie C del Campionat Carioca: 2024
- Taça Waldir Amaral: 2024